# Czech Hockey Games 2009 (april)
Czech Hockey Games 2009 spelades mellan den 16 och 19 april 2009 i Liberec, Tjeckien och Tammerfors, Finland. 
 Ryssland vann turneringen före Tjeckien, Finland kom trea och Sverige kom fyra.

## Tabell
|          | S | V | O | F | GM | IM | P |
| -------- | - | - | - | - | -- | -- | - |
| Ryssland | 3 | 2 | 0 | 1 | 12 | 10 | 6 |
| Tjeckien | 3 | 1 | 1 | 1 | 9  | 8  | 5 |
| Finland  | 3 | 1 | 2 | 0 | 11 | 11 | 5 |
| Sverige  | 3 | 0 | 1 | 2 | 9  | 12 | 2 |

## Resultat
| 17:30 16 april 2009 | Finland | 4 – 2 (1−0, 0−2, 3−0) | Ryssland | Hakametsän Jäähalli, Tammerfors |

|  |                                                                                          |  |                                                   | Åskådare: 6 265                              |                                              |
|  | Kalle Kerman (17:20) Toni Kähkönen (42:03) Hannes Hyvönen (48:29) Hannes Hyvönen (55:50) |  | (34:06) Sergej Mozjakin (39:52) Alexander Radulov | Domare: Sören Persson & Patrick Sjöberg, SWE | Domare: Sören Persson & Patrick Sjöberg, SWE |

| 18:00 16 april 2009 | Sverige | 1 – 2 (0−0, 1−1, 0−1) | Tjeckien | Tipsport Arena, Liberec |

|  |                            |  |                                           | Åskådare: 3 809                            |                                            |
|  | Christian Berglund (38:18) |  | (32:33) Petr Cajánek (54:54) Jaromir Jagr | Domare: Tom Laaksonen & Sami Partanen, FIN | Domare: Tom Laaksonen & Sami Partanen, FIN |

| 14:00 18 april 2009 | Finland | 4 – 5 SD (1−2, 2−2, 1−0, 0−1) | Sverige | Tipsport Arena, Liberec |

|  |                                                                                           |  | | Åskådare: 2 096                               |                                               |
|  | Kalle Kerman (06:49) Petteri Nummelin (23:54) Janne Niinimaa (28:39) Kalle Kerman (40:58) |  | (06:33) Martin Thörnberg (16:23) Kenny Jönsson (22:23) Marcus Nilson (27:52) Martin Thörnberg (64:45) Rickard Wallin | Domare: Martin Homola & Vladimir Sindler, CZE | Domare: Martin Homola & Vladimir Sindler, CZE |

| 18:00 18 april 2009 | Tjeckien | 3 – 4 (1−2, 1−1, 1−1) | Ryssland | Tipsport Arena, Liberec |

|  |                                                             |  | | Åskådare: 6 820          |                          |
|  | Jan Marek (02:56) Jakub Klepis (23:07) Jakub Klepis (59:07) |  | (00:36) Sergei Mozyakin (11:09) Oleg Tverdovsky (37:47) Alexei Tereshchenko (47:40) Peter Schastlivy | Domare: Ondrej Flanderka | Domare: Ondrej Flanderka |

| 13:00 19 april 2009 | Ryssland | 6 – 3 (2−0, 2−1, 2−2) | Sverige | Tipsport Arena, Liberec |

|  | |  |                                                                     | Åskådare: 1 144                               |                                               |
|  | Alexander Radulov (01:12) Oleg Zaprykin (18:03) Sergey Zinoviev (35:33) Oleg Saprykin (39:35) Alexander Radulov (53:48) Sergei Mozyakin (56:03) |  | (33:55) Niklas Persson (45:17) Niklas Persson (48:59) Johan Åkerman | Domare: Radek Husicka & Vladimir Sindler, CZE | Domare: Radek Husicka & Vladimir Sindler, CZE |

| 17:00 19 april 2009 | Tjeckien | 4 – 3 SD (2−2, 0−0, 1−1, 1−0) | Finland | Tipsport Arena, Liberec |

|  |                                                                                     |  |                                                                     | Åskådare: 4 238          |                          |
|  | Jan Marek (03:29) Jan Marek (09:07) Frantisek Lukesovi (45:57) Jakub Klepis (60:39) |  | (09:23) Kim Hirschovits (15:49) Pekka Saravo (46:22) Hannes Hyvönen | Domare: Ondrej Flanderka | Domare: Ondrej Flanderka |

### Fotnoter
1. ↑  Emil K Lagnelius (19 april 2009). ”Liv: "En av mina sämre matcher"”. Sportbladet. http://www.aftonbladet.se/sportbladet/hockey/landslag/masterskap/article11772599.ab. Läst 20 januari 2016.